# Sur la pointe des pieds (film)
Pour plus de détails, voir Fiche technique et Distribution.
Sur la pointe des pieds (en allemand : Heimlich, still und leise) est un film allemand réalisé par Hans Deppe sorti en 1953.

## Synopsis
Berlin, dans le passé. Carola Werner était une célèbre star de l'opérette et des revues qui ravissait nombre de ses admirateurs avec sa voix brillante. Depuis son divorce, elle s’est un peu retirée du public. Un jour, alors qu'elle rentre à son domicile après une première, le riche propriétaire terrien Harry Vondenhoff l'y attend déjà, voulant la voir. Car son jeune neveu orageux et encore un peu inexpérimenté Peter Vondenhoff est tombé éperdument amoureux de Carola lors d'une de ses rares représentations.
L'aîné des deux Vondenhoff est rapidement profondément impressionné par la chanteuse, mais plusieurs malentendus font que les deux ne se rapprochent pas au début, même s'il existe une sympathie mutuelle et peut-être même un peu plus. Après tout, c'est Peter Vondenhoff qui dissipe ces malentendus et ouvre la voie à son oncle pour voir Carola. Entre-temps, Peter lui-même a choisi une nouvelle fille, Margot von Dinkelage, la fille d'une famille noble voisine. Désormais, plus rien ne s’oppose à un double mariage.

## Fiche technique
- Titre : Sur la pointe des pieds
- Titre : Heimlich, still und leise
- Réalisation : Hans Deppe
- Scénario : Walter Forster (de), Joachim Wedekind
- Musique : Paul Lincke, Michael Jary
- Direction artistique : Erich Kettelhut, Max Vorwerg
- Costumes : Walter Kraatz, Trude Ulrich
- Photographie : Ekkehard Kyrath
- Montage : Walter Wischniewsky
- Production : Hans Deppe
- Société de production : H.D. Film
- Société de distribution : Herzog-Filmverleih
- Pays d'origine :  Allemagne de l'Ouest
- Langue : allemand
- Format : Noir et blanc - 1,37:1 - Mono - 35 mm
- Genre : Musical
- Durée : 88 minutes
- Dates de sortie :
  - Allemagne de l'Ouest : 24 septembre 1953
  - Danemark : 19 novembre 1954
  - France : 18 novembre 1955[1]

## Distribution
- Gretl Schörg : Carola Werner
- Hans Nielsen : Harry Vondenhoff
- Walter Giller : Peter Vondenhoff
- Ellinor Jensen : Margot von Dinkelage
- Theo Lingen : Theo
- Lina Carstens : Tante Titania
- Werner Fuetterer : Conradi

et Ruth Nimbach, Bruno Fritz, Walter Gross, Maria Krahn, Franz Schafheitlin, Hans Hermann Schaufuß, Erna Sellmer, Ewald Wenck

## Production
Sur la pointe des pieds est réalisé au milieu de l'année 1953 dans les studios de cinéma de Geiselgasteig près de Munich et plusieurs plans en plein air à Munich (Englischer Garten, hippodrome de Munich Riem).